# PowerJet
Cet article concerne PowerJet, une coentreprise francorusse. Pour la société d'étude Power Jets Ltd., voir Power Jets.
PowerJet est une coentreprise fondée en 2004 entre les motoristes Snecma (Safran) et NPO Saturn, pour développer, produire et commercialiser le réacteur SaM146. Destiné au marché des avions commerciaux de 100 places environ, le moteur SaM146 équipe exclusivement l'avion régional russe Sukhoï Superjet 100, entré en service en 2011.
Au sein de cette société commune 50/50, Snecma est responsable des parties haute pression du moteur et NPO Saturn des parties basse pression.
S’appuyant sur l’expérience et les ressources de Snecma et de NPO Saturn, PowerJet a mis en place une gamme complète de services, afin de répondre aux besoins spécifiques de ses clients. Cette offre de services proposée sous le label PowerLife s’appuie sur un centre de support clients disponible 24h/24 et 7j/7, sur les dernières techniques de maintenance et sur un réseau mondial alliant réactivité et proximité.
PowerJet a deux sites de production : un premier situé en France, à Villaroche, et un deuxième en Russie, à Rybinsk.

## Origine
Snecma (Safran) a longtemps cherché à entrer sur le marché des petits réacteurs civils (catégorie des 4 à 8 tonnes de poussée, destinés à des petits jets), pour se diversifier et compléter l'offre de produits de CFM International, son alliance avec le motoriste américain GE Aviation, qui propose des moteurs de 8 à 15 tonnes de poussée.
Au milieu des années 1990, Snecma a tenté de convaincre son partenaire de lancer une version réduite du CFM56, le CFM56 « Lite ». Il y eut aussi une proposition de créer un « CFM 88 », reprenant les parties « chaudes » du M88, réacteur du Dassault Rafale. Aucun de ces projets n'a dépassé le stade des études préliminaires.
De son côté, NPO Saturn (aussi appelé Lyulka) est un partenaire de longue date de Soukhoï dans le domaine militaire, produisant notamment les moteurs du chasseur Su-27.
Sukhoï a lancé définitivement en 2001 le projet Russian Regional Jet (renommé Sukhoï Superjet 100 en 2006), une famille d'avions régionaux biréacteurs pour 60 à 95 passagers. En 2003, Snecma et NPO Saturn ont séduit le groupe étatique Sukhoï, désireux de se développer dans l’aviation civile, afin de motoriser son avion de 100 places, le SSJ100. C’est la première fois dans l’histoire de la Russie que le secteur aéronautique s’ouvrait à une société étrangère.
En 2004, une coentreprise à 50/50 entre Snecma et NPO Saturn a alors été constituée pour produire le moteur du SSJ100. Ce partenariat est basé sur de solides fondations puisque Snecma et NPO Saturn ont commencé à travailler ensemble en 1998, lorsque le motoriste français a sous-traité à son homologue russe des pièces du moteur CFM56.
Le SaM146 fut certifié en 2010 par l’EASA (European Aviation Safety Agency) et par l’Agence russe IAC AR (Interstate Aviation Committee Aviation Register), ce qui a ouvert la voie à sa mise en service en 2011 sur les avions de la compagnie russe Aeroflot.
En 2013, le SSJ100 équipé du SaM146 est entré en service au sein de la flotte d’Interjet (Mexique), première compagnie occidentale à choisir le moteur de PowerJet.
Moins connue que son partenariat avec l’américain General Electric, la collaboration entre Snecma et l’avionneur russe Sukhoï est un succès industriel incontestable, avec une trentaine d’appareils livrés à des compagnies russes et étrangères depuis 2011 et des lignes d’assemblage préparées pour de fortes cadences de production.

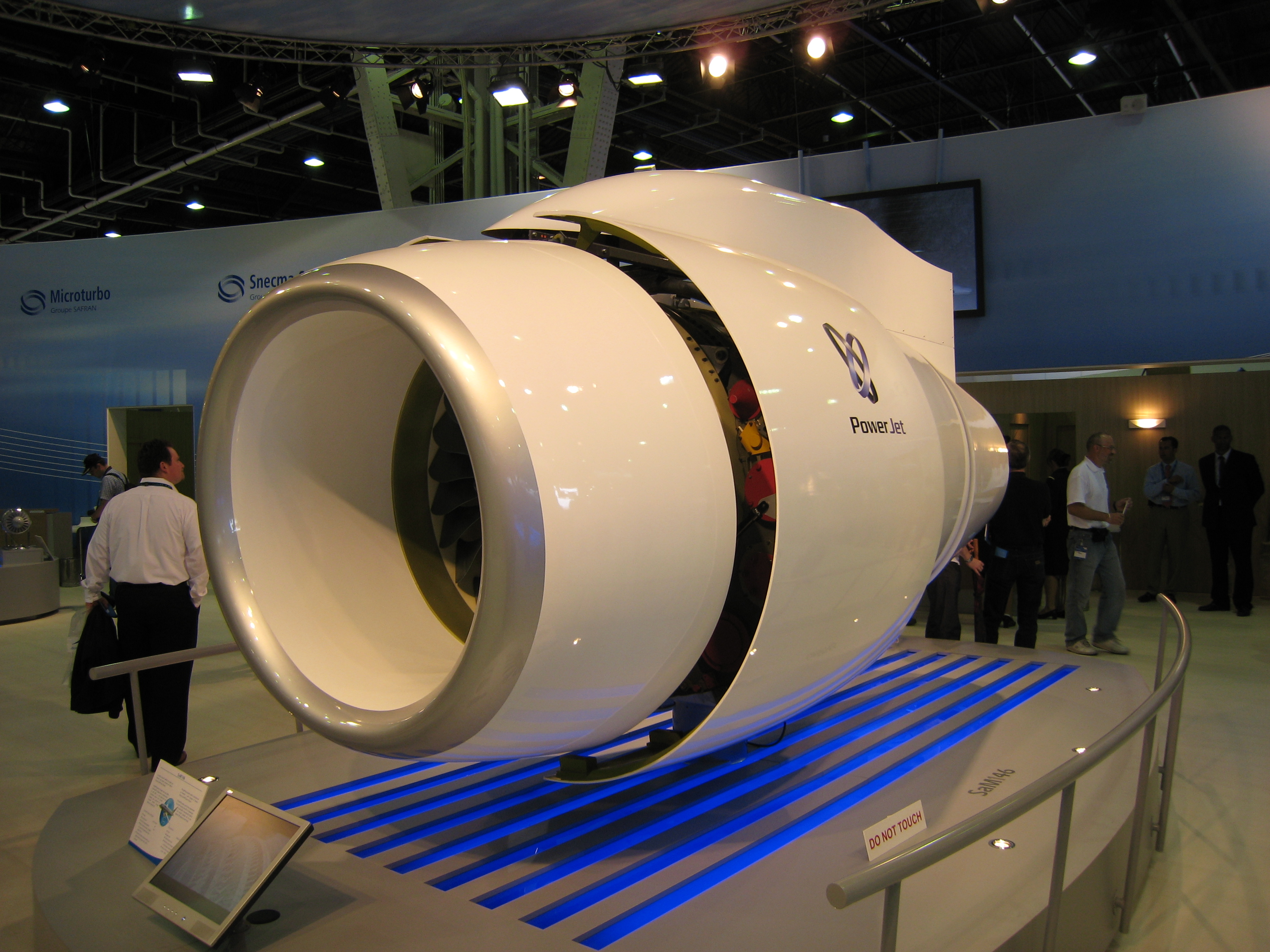
SaM146 au Salon du Bourget